# ژئوپارک ملی ژانگیه
ژئوپارک ملی ژانگیه (چینی ساده: 张掖国家地质公园; چینی سنتی: 張掖國家地質公園; پین‌یین: Zhāngyè Guójiā Dìzhìgōngyuán) در شهرستان‌های سونان و لینزه در نزدیکی شهر در سطح ولایت ژانگیه، در گانسو، چین واقع شده است. مساحت آن ۳۲۲ کیلومتر مربع (۱۲۴ مایل مربع) می‌باشد. این مکان در ۲۳ آوریل ۲۰۱۲ با نام موقت ژئوپارک ژانگیه دانشیا به یک ژئوپارک شبه‌ملی تبدیل شد. در ۱۶ ژوئن ۲۰۱۶، به‌طور رسمی توسط وزارت زمین و منابع به عنوان «ژئوپارک ملی ژانگیه» شناخته شد.
رسانه‌های چینی این مکان را که به‌خاطر صخره‌های رنگارنگش شناخته می‌شود، به عنوان یکی از زیباترین زمین‌چهرهای چین انتخاب کرده‌اند. این مکان در سال ۲۰۱۹ به ژئوپارک جهانی یونسکو تبدیل شد.